# 鄂西黄堇
鄂西黄堇（学名：Corydalis shennongensis）为罂粟科紫堇属下的一个种。